# Moonlight Shadows
Moonlight Shadows è un album del gruppo musicale britannico The Shadows, pubblicato dall'etichetta discografica Polydor nel maggio 1986.
L'album è prodotto dallo stesso gruppo, che cura anche gli arrangiamenti. Le 16 tracce rappresentano delle cover.
Dal disco viene tratto il singolo Moonlight Shadow.

## Tracce

### Lato A
1. Every Breath You Take
2. Hello
3. The Power of Love
4. Hey Jude
5. Against All Odds
6. Memory
7. Dancing in the Dark
8. A Whiter Shade of Pale

### Lato B
1. Moonlight Shadow
2. Three Times a Lady
3. Sailing
4. I Just Called to Say I Love You
5. I Know Him So Well
6. Nights in White Satin
7. Imagine/Woman
8. Walk of Life